# Zbigniew Ryś
Zbigniew Ryś, ps. Zbyszek (ur. 1 stycznia 1914 w Dzikowie, zm. 29 września 1990 we Wrocławiu) – polski podchorąży, żołnierz podziemia, kurier ZWZ i AK.

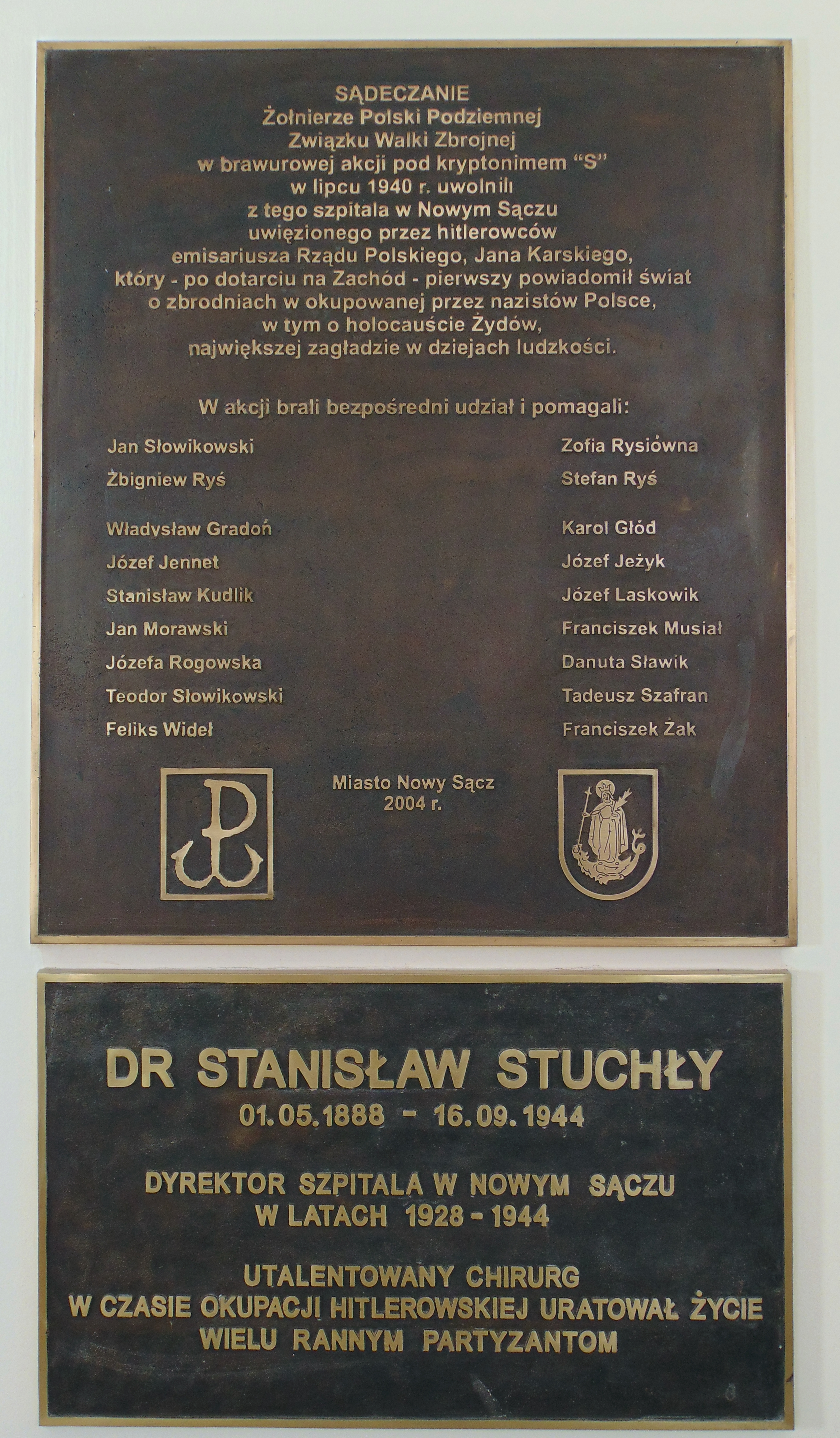
Tablica upamiętniająca uwolnienie Jana Karskiego w Nowym Sączu

## Życiorys
Urodził się w Dzikowie pod Tarnobrzegiem, 1 stycznia 1914 roku jako trzeci syn nadkomisarza skarbówki Józefa Rysia i Heleny z Malinowskich. Ród Rysiów wywodzi się z Mordarki koło Limanowej a Malinowskich z Nowego Sącza gdzie też Zbigniew zamieszkał po 1920 roku.
Przed II wojną światową był komendantem placówki Straży Granicznej. Po zakończeniu kampanii wrześniowej zajął się przerzutem znajomych oficerów i kolegów. Jako komendant Oddziału Ochrony Przerzutów i Łączności zorganizował w lecie 1940 akcję odbicia Jana Karskiego z rąk Gestapo. W latach 1941–1945 wykonał 108 rajdów, głównie na węgierskim odcinku trasy sztafetowej „Karczma”: Budapeszt - Rożnawa - Mala Poloma (Słowacja) kierowanej przez Józefa Stanka ps. „Lis”, a także do punktów przygranicznych tej trasy w Łapszach Niżnych i w Dursztynie. Od 1944 do końca wojny kierownik łączności na kraj w Bazie łączności „Romek” w Budapeszcie. W październiku 1945 aresztowany przez UB w Krakowie spędził osiem miesięcy w X Pawilonie więzienia przy ul. Rakowieckiej w Warszawie.
Po wyjściu z więzienia ukończył studia na Wydziale Prawa Uniwersytetu Wrocławskiego. Ze względu na działalność w AK podczas II wojny światowej władze komunistyczne odmawiały mu wpisu na listę adwokatów. Dopiero w 1962 roku uzyskał wpis na listę adwokatów. W 1983 roku przeszedł na emeryturę.
Był odznaczony Orderem Virtuti Militari i trzykrotnie Krzyżem Walecznych.
Jego rodzeństwem byli: bracia Władysław (obrońca Lwowa z 1918, uczestnik wojny obronnej 1939), Bronisław (polonista, nauczyciel, harcerz, zm. 1941 w Mauthausen), siostry Zofia (aktorka), Wanda (żona Stanisława Skrzeszewskiego i Olgierda Straszyńskiego), Stanisława (zm. 1957), Maria (zm. 1911). Od 1957 był żonaty z Jadwigą (1929–2010, pochodząca z Sanoka córka Stanisława Polity porucznika Wojska Polskiego), z którą miał synów Lesława (ur. 1957) i Jacka (1959-2018).
Kuzyn Stefana Rysia (porucznik Armii Krajowej), Józefa Jońca (ksiądz, pułkownik, uczestnik bitwy pod Monte Cassino) oraz Jana Dutki (porucznik 2 Pułk Strzelców Podhalańskich)
Zbigniew Ryś zmarł 29 września 1990 we Wrocławiu. Został pochowany na tamtejszym Cmentarzu Grabiszyńskim.

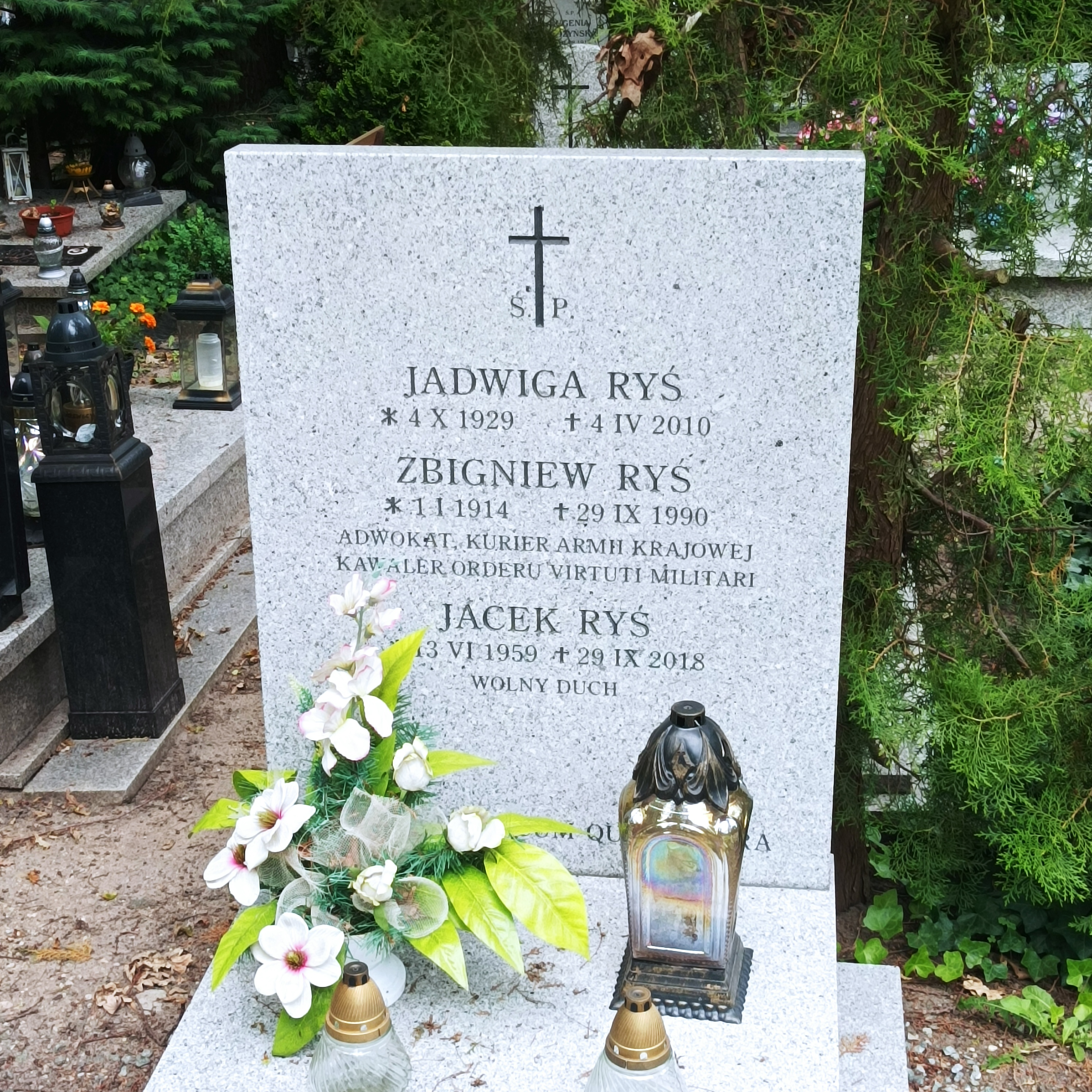
Grób Zbigniewa Rysia na Cmentarzu Grabiszyńskim

## Publikacje
- Wspomnienia kuriera (2013)

## Upamiętnienie
Od 2015 roku patron skweru na wrocławskim Starym Mieście.